# Ichirō Tominaga
Ichirō Tominaga (富永一郎, Ichirō Tominaga ; 25 avril 1925 - 5 mai 2021) est un mangaka japonais. Il fut nommé Officier de l'Ordre du Soleil Levant et citoyen d'honneur de la ville de Takahashi, préfecture d'Okayama (ancien bourg de Kawakami).

## Jeunesse
Né à Kyōto, à trois ans son père décède de la turbeculose. Deux ans plus tard, il partira vivre dans la ville natale de celui-ci, Saiki (Préfecture d'Ōita), où il restera jusqu'à la fin de son collège. 
Dès le CM1, il s'essaie au manga en imitant le style de Suiho Tagawa. En seconde, sa mère, alors enseignante dans une école primaire de la ville, entretient une liaison avec un homme marié et s'enfuit après avoir eu un enfant. Tominaga est alors élevé par sa grand-mère. Pour des raisons financières, il renonce à intégrer une université japonaise et part étudier à l'actuelle Université Nationale de Tainan à Taïwan, qui n'imposait ni examen d'entrée ni frais d'inscription. Pendant ses études, il est enrôlé dans l'armée et suit un entraînement de défense antiaérienne pendant six mois, puis est affecté à un poste de frappe à Tainan. Il restera dans la ville taïwanaise jusqu'à la fin du conflit.
Après la guerre, il obtient sa licence d'enseignant à l'Université de Tainan. Il  enseignera dans une école de la banlieue de la même ville durant trois mois, mais en décembre 1945, il est contraint de quitter son poste d'enseignant après les réquisitions de l'armée chinoise (armée du Kuomintang). Durant six mois, il vagabonde et travaille comme commis dans une fabrique de yōkan. En mars 1946 il est rappelé au Japon et rentre à Saiki. En mai la même année, il commence à vendre du charbon pour le compte de la fabrique tenue par ses proches, mais est licencié au bout de deux ans pour avoir distribué gratuitement des marchandises. Il intègre ensuite la fonction publique territoriale et devient enseignant en école primaire publique. Il enseigne alors les sciences et le dessin à l'École Municipale Tsuruoka. Il est transféré au bout de deux ans à l'École Primaire de Saiki pour y enseigner le dessin à la suite de réductions de personnel.

## Carrière de mangaka
En avril 1951, il démissionne de son poste d'enseignant et part à Tokyo pour travailler en CDD chez Teikoku Databank tout en publiant des mangas dans le Sunday Mainichi. Les bureaux étant à proximité de son travail, il apporte ses productions à la rédaction de la revue Modan Nihon. L'éditeur Junnosuke Yoshiyuki décela son talent. Il publie de nombreuses séries de mangas de Tominaga dans le magazine Kodan Yomikiri Kurabu de l'éditeur Sanseisha.
À partir de 1953 environ, il commence à publier des mangas en livre, dont des mangas pour enfants (赤本, aka-bon, "livre rouge") et des mangas destinés a la location (貸本漫画, kashi-hon manga, "manga de location"). Ses œuvres à cette époque incluent Shonen Sugata Sanshiro (少年姿三四郎, shonen sugata sanshiro, Kinransha, 1954-1955), Yuzuki no haha  (夕月の母, yuzuki no haha, Kinransha, 1956) et Ruriko no uta (ルリ子の歌, ruriko no uta, Kinransha, 1956). Il dessine à la fois des mangas pour enfants et pour adultes. Il se marie en 1955 et s'installe dans l'arrondissement de Setagaya.
En 1958, il sort enfin de l'ombre en obtenant une sérialisation dans l’hebdomadaire Weekly Manga Sunday pour son manga Gon-san (ゴンさん, gon-san). Ce manga à 4 cases (4コマ漫画, yon koma manga) est publié sur plusieurs pages, avec trois épisodes par page. Ce format est de nos jours commun pour les yonkoma, mais à l'époque c'est une nouveauté dans la carrière de Tominaga.
À 35 ans, il débute la publication de son œuvre la plus connue, Chinkoro-neechan (チンコロ姐ちゃん, chinkoro-neechan), qui comporte des scènes de nudité féminine et des blagues osées. Ce style est souvent décrié, le critique Ippei Ito allant jusqu'à parler de «  décadence du manga japonais ». 
Le boom des magazines de prépublication hebdomadaires propulse sa carrière, mais sa tendance à ne refuser aucun contrat lui joue des tours et il se retrouve à travailler sur 25 series différentes en même temps, si bien que Manga Sunday, qui publiait alors son œuvre Ponkotsu Oyaji (ポンコツおやじ, ponkotsu oyaji), lui propose une augmentation de revenu de 400％ contre la promesse de ne pas publier dans des revues similaires. Ceci est considéré comme les débuts du système de contrat d'exclusivité chez les magazines de prépublication de manga. 
Le 5 mai 2021, à 15h30, il décède à l'âge de 96 ans à son domicile de Setagaya à Tokyo. Il n'a pas eu d'enfant et a vécu seul après la disparition de son épouse en 2002.

## Distinctions
Il fut fait citoyen d'honneur du bourg de Kawakami-(actuelle ville de Takahashi),  et directeur du Musée du Manga Kibi Kawakami Fureai ouvert le 29 avril 1994.
Une partie de la route nationale 217 qui traverse la ville de Saiki où Tominaga a vécu , est surnommée «  Ichirō Road ». Des plaques de céramique à l'effigie des œuvres de Tominaga y sont exposées.